# Osijan
Osijan je pripovedač i pretpostavljeni autor ciklusa pesama koje je škotski pesnik Džejms Makferson tvrdio da je preveo drevne izvore na škotskom gelskom jeziku. Tema ovog ciklusa pesama je Oisin, čiji je otac bio Fionn mac Cumhaill, mitski lovac-ratnik prisutan najviše u irskoj mitologiji, a zatim i u mitologijama stanovnika Škotske i Ostrva Men. Iako su pesme dobro prihvaćene, mnogobrojni kritičari su izrazili zabrinutost po pitanju njihove autentičnosti što je izazvalo polemike koje traju i do danas.

## Spoljašnje veze
- Osijan - najveća književna prevara svih vremena (B92, 26. oktobar 2016)